# غينيا الإسبانية
غينيا الإسبانية (بالإسبانية: Guinea española)‏ وتعرف أحياناً باسم الكاميرون الإسبانية (بالإسبانية: Camerún español)‏ هي مستعمرة إسبانية سابقة استقلت عام 1968 ليتحول اسمها إلى غينيا الاستوائية.